# Artus (Vorname)
Artus ist ein männlicher Vorname.

## Herkunft und Bedeutung
Beim Namen Artus handelt es sich um eine ältere Form des keltischen Namens Arthur.

## Varianten
Die französische Variante des Namens lautet Arthus, die provenzalische Form Àrtus. Im Tschechischen wird der Name mit Artuš wiedergegeben.
Für weitere Varianten: Siehe Arthur#Varianten

## Namensträger
Artus
- Artus Auxcousteaux († 1656), französischer Komponist
- Artus de Cossé, comte de Secondigny (1512–1582), Marschall von Frankreich
- Artus Gouffier de Boisy (1474–1519), französischer Staatsmann
- Artus de Roannez (1627–1696), Gouverneur des Poitou
- Artus Maria Matthiessen (* 1950), deutscher Schauspieler
- Artus Quellinus I. (1609–1668), flämischer Bildhauer
- Artus Quellinus II. (1625–1700), flämischer Bildhauer
- Artus Quellinus III. (1653–1686), flämischer Bildhauer
- Artus Wolffordt (1581–1641), flämischer Maler

Artuš
- Artuš Scheiner (1863–1938), tschechischer Illustrator, Zeichner und Maler